# Vasile Munteanu
Vasile Munteanu (n. 19 februarie 1935) este un fost deputat român în legislatura 1990-1992, ales în județul Brașov pe listele partidului FSN. În cadrul activității sale parlamentare, Vasile Munteanu a fost membru în grupurile parlamentare de prietenie cu Republica Elenă, Canada și Republica Federală Germania.